# Liste von Opernhäusern/Australien und Ozeanien
Diese Liste ist eine Unterseite der Liste von Opernhäusern. Aufgelistet werden namhafte Opernhäuser und Opernkompagnien in Australien und Ozeanien. Gelistet werden pro Land Name, Ort und Details, ergänzt um die offiziellen Websites und – sofern verfügbar – Bilder der Opernhäuser und -kompagnien. Auch nicht mehr existierende Opernhäuser und -kompagnien werden mit entsprechender Kennzeichnung aufgeführt.

## Australien
| Ort       | Opernhaus                         | Details | Offizielle Website | Bild |
| --------- | --------------------------------- | --- | ------------------ | ---- |
| Adelaide  | Adelaide Festival Centre          | Das Adelaide Festival Centre, kurz AFC genannt, ist der erste Multifunktionkomplex für Kunst und Kultur in Adelaide. Das AFC wurde im Jahr 1973 und drei Monate vor dem Sydney Opera House errichtet und am 2. Juni 1973 eröffnet. Der Gebäudekomplex besteht aus insgesamt sechs verschiedenen Veranstaltungsgebäuden, die vorwiegend für Konzerte und Kunstausstellungen sowie Theateraufführungen genutzt werden. | Website            |      |
| Adelaide  | State Opera of South Australia    | Die State Opera of South Australia (SOSA) ist eine professionelle Opernkompagnie in Adelaide, die 1976 gegründet wurde. Jedes Jahr präsentiert die Staatsoper mindestens zwei große Opernproduktionen im Adelaide Festival Centre und produziert oder unterstützt andere kleinere Produktionen im Opernstudio von Netley. | Website            |      |
| Brisbane  | Opera Queensland                  | Die Opera Queensland ist eine Opernkompagnie mit Sitz in Brisbane, Queensland. Das Unternehmen wurde 1981 mit Geldern der Regierung von Queensland gegründet. | Website            |      |
| Brisbane  | Queensland Performing Arts Centre | Das Queensland Performing Arts Centre (auch bekannt als QPAC) ist Teil des Queensland Cultural Centre und liegt an der Ecke Melbourne Street und Gray Street im Stadtteil South Bank in Brisbane. Das QPAC wurde in der Mitte der 1970er Jahre vom Architekten Robin Gibson entworfen. Es wurde 1985 vom Herzog von Kent eröffnet. | Website            |      |
| Canberra  | Canberra Theatre                  | Das Canberra Theatre oder offiziell das Canberra Theatre Centre ist das Zentrum für darstellende Künste der australischen Hauptstadt und Australiens erstes Zentrum für darstellende Künste. Es wurde am 24. Juni 1965 mit einer Gala des australischen Balletts eröffnet. | Website            |      |
| Hobart    | Theatre Royal (Hobart)            | Das Theatre Royal ist ein historischer Veranstaltungsort für darstellende Künste im Zentrum von Hobart, Tasmanien. Es ist das älteste ständig betriebene Theater in Australien. | Website            |      |
| Melbourne | Arts Centre Melbourne             | Das Arts Centre Melbourne, ursprünglich als Victorian Arts Centre bekannt und kurze Zeit offiziell als The Arts Centre bezeichnet, ist ein Zentrum für darstellende Kunst in Melbourne, das aus einem Komplex von Theatern und Konzertsälen besteht. Es wurde vom Architekten Sir Roy Grounds entworfen. Der Komplex wurde in Etappen eröffnet, die Hamer Hall 1982 und das Theatergebäude 1984. | Website            |      |
| Melbourne | Chamber Made                      | Die Chamber Made Opera ist eine australische Opernkompagnie mit Sitz in Melbourne, die zeitgenössisches Opern- und Musiktheater kreiert. Sie wurde 1988 von dem Theaterregisseur und Librettisten Douglas Horton gegründet. | Website            |      |
| Melbourne | CitiOpera                         | Die CitiOpera, ursprünglich als Melbourne City Opera bekannt, ist eine semiprofessionelle Opernkompagnie mit Sitz in Melbourne. Sie wurde 1997 gegründet und war der Nachfolger der Globe Opera. | Website            |      |
| Melbourne | Melbourne Athenaeum               | Das Melbourne Athenaeum oder Athenaeum mit Sitz in Melbourne ist eine der ältesten öffentlichen Einrichtungen im australischen Bundesstaat Victoria, gegründet 1839. Das Gebäude in der Collins Street im Stadtzentrum von Melbourne besteht aus einem Haupttheater mit Theater-, Comedy- und Musikaufführungen, einem kleinen Studiotheater und einer Theaterbibliothek. | Website            |      |
| Melbourne | Victorian Opera                   | Die Victorian Opera ist eine Opernkompagnie mit Sitz im australischen Melbourne. Das Unternehmen wurde 2005 von der viktorianischen Regierung als Ersatz für die Victoria State Opera gegründet. | Website            |      |
| Perth     | His Majesty’s Theatre (Perth)     | His Majesty’s Theatre ist ein Theaterhaus im westaustralischen Perth. Das Theater wurde zwischen 1902 und 1904 während einer Periode mit großem Wachstum für die Stadt erbaut. Es befindet sich an der Ecke Hay Street und King Street im zentralen Geschäftsviertel von Perth. Seit seiner Eröffnung hat das Theater große Musicals, Ballett, Oper, Shakespeare-Theater und viele andere Veranstaltungen organisiert. Es wurde mehrmals renoviert, vor allem in den späten 1970er Jahren, als die Regierung es kaufte. Seit dieser Zeit beherbergt das Theater das West Australian Ballet und die West Australian Opera (WAO). | Website            |      |
| Perth     | West Australian Opera             | Die West Australian Opera (WAO) ist die wichtigste Opernkompagnie in Westaustralien und ansässig am His Majesty’s Theatre in Perth. Das Unternehmen wurde 1967 gegründet und arbeitet eng mit dem West Australian Symphony Orchestra zusammen. Es präsentiert jedes Jahr drei Hauptproduktionen sowie die jährliche kostenlose Veranstaltung Opera in the Park. Das Unternehmen stützt sich auf den Hauptkanon des Opernrepertoires und ist zunehmend an der Entwicklung neuer Opern beteiligt. | Website            |      |
| Sydney    | Harbour City Opera                | Die Harbour City Opera (HCO) ist eine Opernkompagnie im australischen Sydney, die Kammeropern aus dem Mainstream-Opernrepertoire vorstellt. Das Unternehmen wurde Anfang 2013 gegründet. | Website            |      |
| Sydney    | Opera Australia                   | Die Opera Australia ist Opernkompagnie mit Sitz im australischen Sydney. Sie spielt auch Monate im Jahr im Sydney Opera House in Begleitung des Australian Opera and Ballet Orchestra. Die restliche Zeit verbringt sie im Arts Centre Melbourne, wo sie vom Orchestra Victoria begleitet wird. Im Jahr 2004 gab das Unternehmen in seinen Abonnementsperioden in Sydney und Melbourne 226 Vorstellungen mit mehr als 294.000 Besuchern. Sie ist damit die wichtigste australische Opernkompagnie. | Website            |      |
| Sydney    | Pinchgut Opera                    | Die Pinchgut Opera ist eine Opernkompagnie im australischen Sydney, die auf historischen Instrumenten Opern des 17. und 18. Jahrhunderts präsentiert. Die Pinchgut Opera wurde 2002 gegründet und veranstaltet jedes Jahr zwei Opern in der Recital Hall in Sydney. | Website            |      |
| Sydney    | Sydney Chamber Opera              | Die Sydney Chamber Opera ist eine Opernkompagnie mit Sitz im australischen Sydney. Das Unternehmen wurde 2010 von Louis Garrick und Jack Symonds gegründet. | Website            |      |
| Sydney    | Sydney Opera House                | Das Sydney Opera House (deutsch: Opernhaus Sydney) ist eines der markanten und berühmten Gebäude des 20. Jahrhunderts und das Wahrzeichen von Sydney. Es geht auf den Entwurf des dänischen Architekten und Pritzker-Architektur-Preisträgers Jørn Utzon (1918–2008) zurück. Das Sydney Opera House ist am 12. Juli 2005 in die Australian National Heritage List und am 28. Juni 2007 in die Liste des UNESCO-Welterbes eingetragen worden. Dänemark sieht das Opernhaus heute als Bestandteil seines kulturellen Erbes an und hat es in Dänemarks Kulturkanon 2006 aufgenommen.                                               | Website            |      |

## Neuseeland
| Ort                     | Opernhaus                      | Details | Offizielle Website | Bild |
| ----------------------- | ------------------------------ | --- | ------------------ | ---- |
| Auckland                | Aotea Centre                   | Das Aotea Centre ist ein Zentrum für darstellende Kunst und Veranstaltungen im zentralen Geschäftsviertel von Auckland. Das Zentrum bietet kulturelle Veranstaltungsräume im Herzen der Stadt und wird von Regional Facilities Auckland, die auch die Auckland Town Hall und das Auckland Civic Theatre betreibt, verwaltet. | Website            |      |
| Auckland                | Auckland Theatre Company       | Die Auckland Theatre Company (ATC) ist die führende professionelle Theaterkompagnie in Auckland und eine der führenden Theatergesellschaften in Neuseeland. Sie wurde 1992 nach der Insolvenz des Mercury Theatre gegründet, Aucklands ursprünglichem Theaterunternehmen, das das größte subventionierte Unternehmen des Landes war. New Zealand Opera führt im ASB Waterfront Theatre auch Opern auf.                                               | Website            |      |
| Auckland                | New Zealand Opera              | Die New Zealand Opera ist das größte professionelle Opernhaus Neuseelands. Das Unternehmen wurde im Jahr 2000 gegründet, als sich die Auckland Opera (1970–2000) und die Wellington City Opera (1992–1999) aus finanziellen Gründen zu einer Organisation zusammenschlossen. Das Unternehmen produziert jedes Jahr drei vollständig in Szene gesetzte Opern. Es hat seinen Hauptsitz in Auckland und weitere Zentren in Wellington und Christchurch. | Website            |      |
| Christchurch            | Isaac Theatre Royal            | Das Isaac Theatre Royal (offiziell als Theatre Royal bekannt) ist ein denkmalgeschütztes Gebäude in Christchurch, das von den Brüdern Sidney und Alfred Luttrell entworfen wurde. Erbaut im Jahr 1908 ist es das einzige noch in Betrieb befindliche Edwardianische Theater in Neuseeland. | Website            |      |
| Newmarket (New Zealand) | Opera Factory (Newmarket)      | Die Opera Factory ist eine Opernkompagnie im neuseeländischen Newmarket. | Website            |      |
| Oamaru                  | Oamaru Opera House             | Das Oamaru Opera House ist ein Opernhaus im neuseeländischen Oamaru. | Website            |      |
| Wellington              | Opera House (Wellington)       | Das Opera House ist ein Opernhaus im neuseeländischen Wellington. Es liegt in der Manners Street gegenüber dem Te Aro Park. | Website            |      |
| Wellington              | St. James Theatre (Wellington) | Das St. James Theatre oder einfach The St. James (früher bekannt als His Majesty’s Theatre und Westpac St. James Theatre von 1997–2007) ist ein Theaterhaus im Herzen von Neuseelands Hauptstadt Wellington. Das heutige Theater wurde 1912 vom neuseeländischen Theaterdesigner Henry Eli White entworfen. Das Theater befindet sich am Courtenay Place, der Hauptstraße des Unterhaltungsviertels von Wellington.                                  | Website            |      |